# 新梅駅
新梅駅（シンメえき）は、大韓民国大邱広域市寿城区にある大邱交通公社2号線の駅である。駅番号は(240)。

## 駅構造
- 相対式ホーム2面2線の地下駅。

## 駅周辺
- KT孤山支社
- 大邱自然科学高等学校
- 梅湖公園
- 大邱時至初等学校
- 梅湖中学校
- 大邱青林初等学校

## 歴史
- 2005年10月18日 - 開業。

## 利用状況
| 路線   | 利用人数 | 利用人数 | 利用人数 | 利用人数 | 利用人数 | 利用人数 | 利用人数 | 利用人数 | 利用人数 | 利用人数 |
| 路線   | 2005年   | 2006年   | 2007年   | 2008年   | 2009年   | 2010年   | 2011年   | 2012年   | 2013年   | 2014年   |
| ------ | -------- | -------- | -------- | -------- | -------- | -------- | -------- | -------- | -------- | -------- |
| ●2号線 | 6404人   | 6634人   | 6673人   | 6803人   | 6472人   | 6352人   | 6521人   | 6851人   | 7406人   | 7291人   |

## 隣の駅
大邱交通公社
●2号線
孤山駅 (239) - 新梅駅 (240) - 沙月駅(241)